# Bezirk Fulda
Der Bezirk Fulda war zwischen 1848 und 1851 ein Bezirk, also Teil der mittleren Verwaltungsebene im Kurfürstentum Hessen mit Sitz in Fulda.

## Geschichte
Mit dem „Gesetz, die Bildung neuer Verwaltungsbezirke und die Einführung von Bezirksräten betreffend“ vom 31. Oktober 1848 und der entsprechende Verordnung vom 22. Dezember 1848, die zum 1. Februar 1849 wirksam wurden, wurden die bisherigen vier Provinzen aufgelöst und neun Bezirke eingerichtet. Aus der bisherigen Provinz Fulda wurden zwei Bezirke, darunter der Bezirk Fulda gebildet. Diese Änderung war eine Folge der Märzrevolution.
Die neue Verwaltungsstruktur wurde bereits nach kurzer Zeit aufgelöst, nachdem sich die Reaktion durchgesetzt hatte. Mit der Verordnung und dem „provisorischen“ „Gesetz, die Umbildung der inneren Landesverwaltung und die Vollziehungsgewalt der Verwaltungsbehörden sowie der Bezirksräte betreffend“,  vom 7. Juli 1851  wurde die alte Ordnung wiederhergestellt.

## Gebiet und Verwaltung
Der Bezirk setzte sich aus den Verwaltungsämtern Hünfeld und Fulda zusammen. Diese Verwaltungsämter entsprachen den bisherigen Kreisen gleichen Namens. Damit umfasste der Bezirk Fulda die Gerichtsbezirke folgender Gerichte:
- Justizamt Fulda
- Justizamt Großenlüder
- Justizamt Neuhof
- Justizamt Hünfeld
- Justizamt Burghaun und
- Justizamt Eiterfeld

An der Spitze der Bezirksverwaltung stand ein Bezirksdirektor:
- 1848–1851: Justus Rang